# Nokia N810
Nokia N810 – tablet internetowy firmy Nokia.